# Гура-Каліцей (комуна)
Гура-Каліцей (рум. Gura Caliței) — комуна у повіті Вранча в Румунії. До складу комуни входять такі села (дані про населення за 2002 рік):
- Беленешть (9 осіб)
- Гроапа-Туфей (67 осіб)
- Гура-Каліцей (1091 особа)
- Дялу-Лунг (209 осіб)
- Кокошарі (134 особи)
- Лаку-луй-Бабан (475 осіб)
- Плопу (439 осіб)
- Поєніле (460 осіб)
- Рашка (216 осіб)
- Шотиркарі (17 осіб)

Комуна розташована на відстані 146 км на північний схід від Бухареста, 18 км на південний захід від Фокшан, 80 км на захід від Галаца, 110 км на схід від Брашова.

## Населення
За даними перепису населення 2002 року у комуні проживали 3117 осіб, усі — румуни. Усі жителі комуни рідною мовою назвали румунську.
Склад населення комуни за віросповіданням:
| Релігія       | Кількість осіб | Відсоток |
| ------------- | -------------- | -------- |
| православні   | 3108           | 99,7%    |
| адвентисти    | 8              | 0,3%     |
| п'ятдесятники | 1              | < 0,1%   |